# Steven Lewington
Steven Paul Lewington (Wokingham, 25 februari 1983) is een Engels professioneel worstelaar die vooral bekend is van zijn tijd bij World Wrestling Entertainment als DJ Gabriel.

## In worstelen
- Als DJ Gabriel
  - Finishers
    - Diving corkscrew European uppercut

  - Signature moves
    - Double underhook suplex
    - Modified drop toe–hold
    - Giant swing
    - Gutbuster drop

- Als Steve Lewington
  - Afwerking bewegingen
    - G–Force (Shoulder jawbreaker)

  - Kenmerkende bewegingen
    - Snap swinging neckbreaker
    - Arm drag
    - Back elbow
    - Dropkick, sometimes from the top rope (springende trap, met 2 benen tegelijk), soms van de bovenste touwen af )
    - Sonic Boom (Modified dragon whip)
    - Tornado DDT

- Manager
  - Alicia Fox

## Erelijst
- All Star Promotions
  - ASW British Heavyweight Championship (1 keer)

- Ohio Valley Wrestling
  - OVW Southern Tag Team Championship (1 keer met Chet the Jet)